# Bowman, South Carolina
Bowman är en kommun (town) i Orangeburg County i South Carolina. Vid 2010 års folkräkning hade Bowman 968 invånare.